# Nososticta astrolabica
Nososticta astrolabica là loài chuồn chuồn trong họ Platycnemididae. Loài này được Förster mô tả khoa học đầu tiên năm 1898.